# Pieve della Santissima Annunziata (Montisi)
La pieve della Santissima Annunziata (anticamente pieve dell'Assunta) è il principale luogo di culto cattolico di Montisi, frazione del comune di Montalcino, in provincia di Siena, sede dell'omonima parrocchia affidata al clero della diocesi di Montepulciano-Chiusi-Pienza.
Secondo quanto scritto nel Dizionario Geografico Fisico Storico della Toscana di Emanuele Repetti (1846), nel 1745, la Pieve contava 321 parrocchiani, mentre nel 1833 ne contava 467; attualmente ne conta 298.

## Storia

### Dal XIII al XVIII secolo
La pieve della Santissima Annunziata fu costruita nel XIII secolo in stile romanico insieme alla coeva pieve di Santo Stefano a Cennano. Il primo documento in cui appare menzionata è nelle decime degli anni 1278-1279: la chiesa, allora facente parte della giurisdizione della suddetta pieve, porta il nome di S. Marie de Monteghisi.
All'atto dell'erezione della diocesi di Pienza (1462), all'interno della quale andò a ricadere Montisi, la chiesa della Santissima Annunziata divenne chiesa battesimale con un proprio fonte.

### Dal 1727 al 1927
INTEMERATÆ V(IRGINI) M(ARIÆ) ANNU CMDL
TEMPLU(M) HOC DICATU[M]
SEPTIM(IUS) CINUGHI EP(ISCOP)US PIENT(INUS) XVI
SOLEMNI RITU CONSECRAVIT
VºNº MAIJ MDCCXXVII
JOSEPH DE PHILIPPIS PLEBANO»

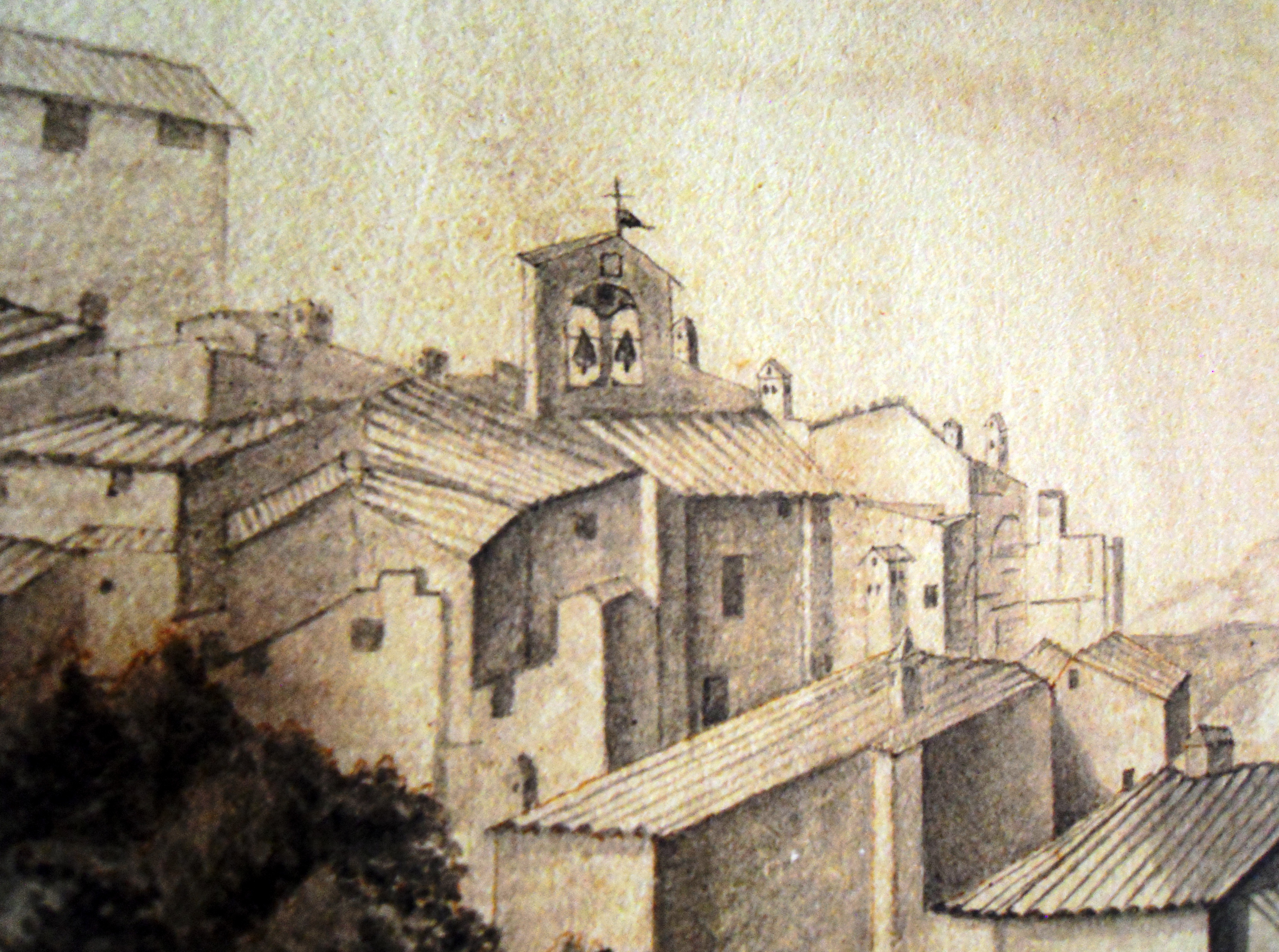
Veduta esterna della Pieve dopo i restauri del 1727 nel Cabreo della Grancia (1762).

Settimio Cinughi, sedicesimo vescovo di Pienza,
questo tempio dedicato
all'intemerata Vergine Maria dall'anno 1450
consacrò con rito solenne
il 5 maggio 1727,
essendo pievano Giuseppe de Filippis.»
(Lapide di consacrazione del 1727.)
I primi grandi lavori di restauro si ebbero a partire dal XVIII secolo: come recita una lapide posta alla sinistra del portale, il 5 maggio 1727, Settimio Cinughi, vescovo di Pienza, consacrò con un rito solenne i nuovi altari maggiore e laterali in seguito ad un grande restauro. Durante questi lavori furono costruiti cinque altari laterali, ognuno decorato con fregio sorretto da due colonne in stucco. Venne anche realizzata, al termine della navata, un'abside quadrangolare, con cantoria a ridosso della parete fondale, sulla quale vi era un organo a canne con sei registri. L'altare maggiore, invece, accoglieva un tabernacolo ligneo ottagonale di gusto barocco, attualmente nella sacrestia.
Nel 1872, il pievano don Giovanni Bocchi fece restaurare la chiesa che versava in rovina. All'esterno, venne costruita la nuova torre campanaria in sostituzione del precedente campanile a vela e vennero rinforzate le pareti; all'interno, invece, i due archi a sesto acuto che dividevano la navata in tre campate, vennero sostituiti da due serie di tre archi a tutto sesto, di cui il centrale più grande rispetto ai due laterali, sorrette ognuna da due colonne tuscaniche in travertino. Nel 1891 vennero donate tre nuove campane per il campanile da Alessandro Rossi.

### Dal 1927 ad oggi
(Descrizione dei Beni Immobili della Parrocchia della Santissima Annunziata, compilata il 15 dicembre 1929 da don Elio Benvenuti)

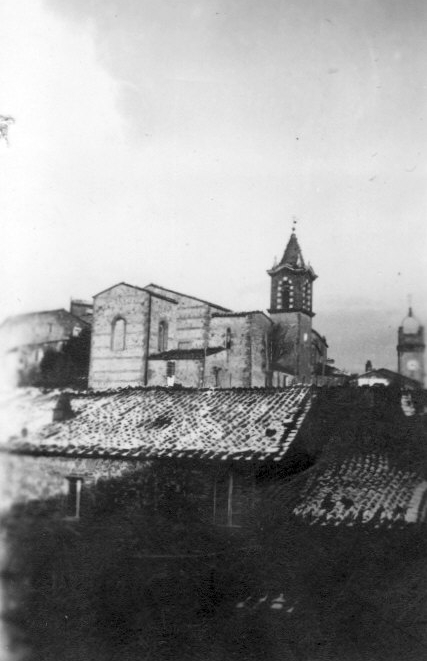
La Pieve subito dopo i lavori di ampliamento del 1934 in una fotografia storica.

Nel 1927, don Elio Benvenuti, di Petroio, ordinato l'anno precedente, viene nominato pievano di Montisi al posto del defunto Raffaele Piochi.
Il nuovo pievano lamentò ben presto lo stato di degrado e di rovina in cui, nonostante i restauri del 1872, versava la pieve. Nel 1934, trovati i fondi necessari, decise di restaurarla ampliandola, affidando il progetto all'architetto Alessandro Parri. Il progetto iniziale prevedeva l'ampliamento della navata con un'ulteriore campata e la costruzione di un'abside poligonale in fondo ad essa, con tre finestroni. L'intervento di restauro mirava altresì al recupero dell'originale stile romanico della chiesa, e per questo si decise di demolire gli altari barocchi e di sostituire i finestroni rettangolari aperti nel 1727 con delle ampie monofore con arco a tutto sesto chiuse con vetrate policrome.
In seguito, il consiglio incaricato di seguire i lavori, decise che l'abside fosse quadrangolare così da essere più spaziosa e di non costruire più i tre nuovi altari (uno maggiore e due laterali) in marmo, ma in stucco (altare maggiore) e legno (altari laterali).
Con questo restauro, la chiesa perse definitivamente il suo aspetto barocco in favore di un più semplice stile neoromanico.
Nel 2001 venne installato nel presbiterio un altare mobile in marmo, e nel 2010 restaurato il fonte battesimale.
Il 9 agosto 2015 un fulmine colpì la sommità del campanile recando dei danni alla copertura della torre e al tetto della chiesa, rendendo l'edificio inagibile; la sede parrocchiale venne temporaneamente spostata presso la chiesa delle Sante Flora e Lucilla. Nel 2016 iniziarono i lavori di restauro che si conclusero l'anno successivo; la chiesa venne riaperta l'8 luglio 2017 con una celebrazione presieduta dal cardinale Angelo Comastri nel corso del quale è stato consacrato il nuovo altare maggiore.

## Descrizione

### Esterno

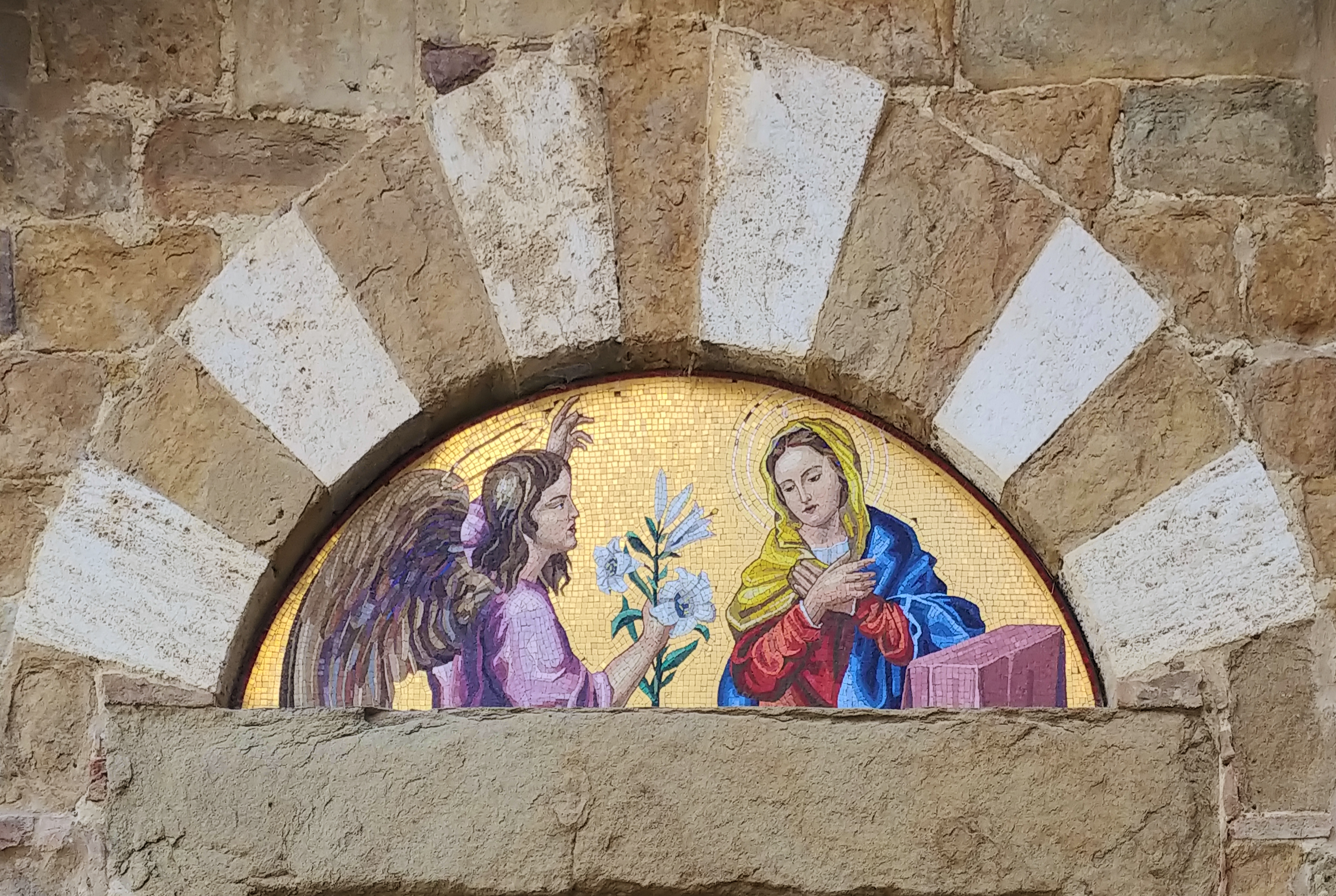
La lunetta musiva del portale con l'Annunciazione

La facciata a capanna della pieve della Santissima Annunziata, che dà su un piccolo slargo, è costituita da blocchi di tufo regolari, senza aver mai subito grandi rifacimenti e conservando tuttora, quasi senza alterazioni successive, il suo aspetto originario.
Al centro di essa, sopraelevato di tre scalini rispetto al piano della strada, vi è il portale, con, sugli stipiti, le croci di consacrazione scolpite. Sopra il portale vi è un piccolo protiro pensile costituito da una tettoia in marmo sorretta da tre mensole scolpite, risalente al XVII-XVIII secolo. Nella lunetta, un mosaico del XX secolo raffigurante l'Annunciazione.
Al di sopra del protiro pensile si trova la singolare finestra a forma di croce, aperta nel 1934 in sostituzione di un oculo circolare. Ai lati del portale, invece, vi sono due monofore strombate.

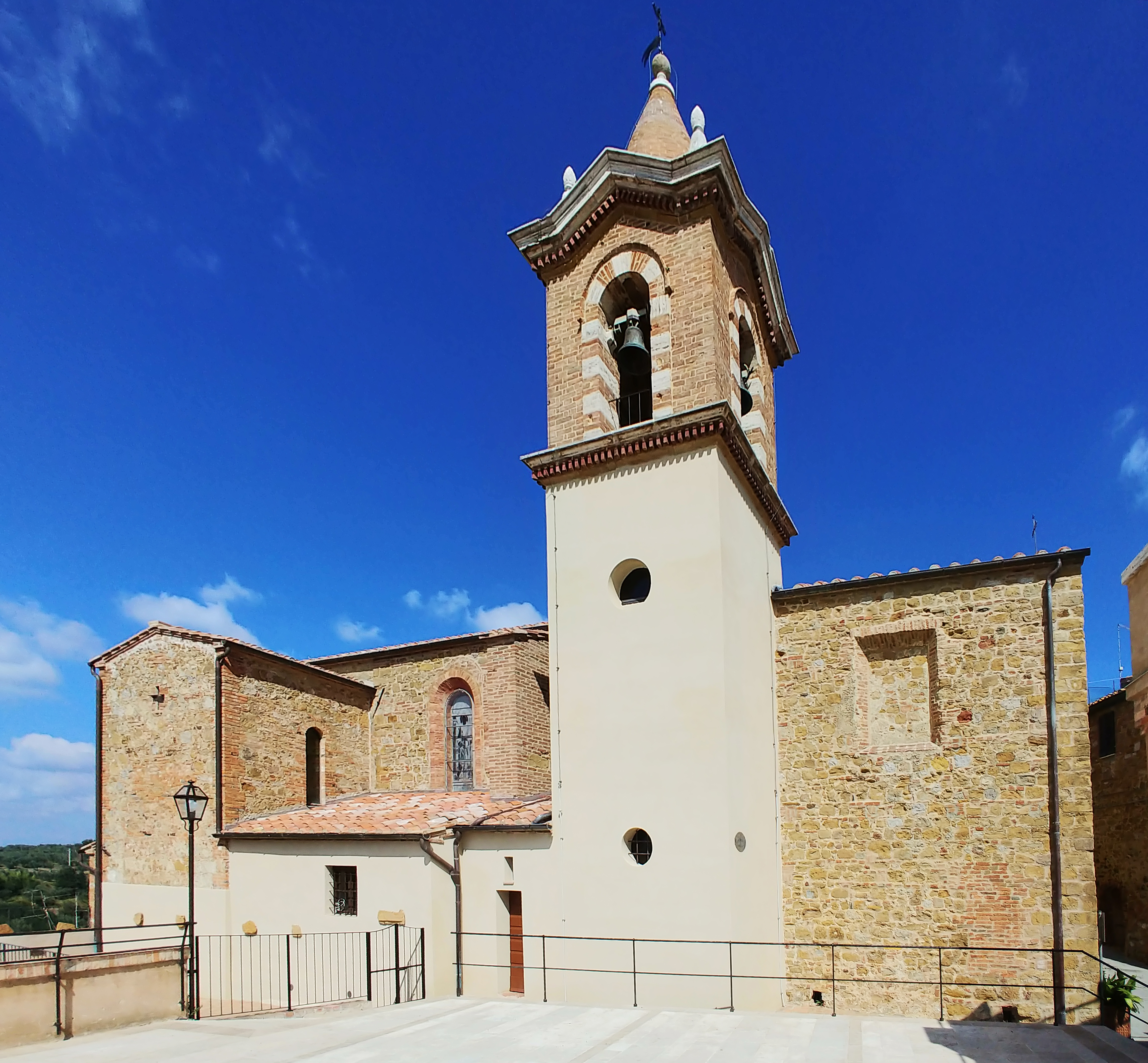
Il fianco sinistro e il campanile

Lungo il fianco sinistro della chiesa, c'è la torre campanaria, costruita nel 1872 in stile neoromanico in sostituzione del precedente campanile a vela, posto sopra l'abside della chiesa. La cella campanaria, che si apre con quattro finestre a tutto sesto, accoglie tre campane donate dal nobile montisano Alessandro Croci. La torre è terminata dalla curiosa copertura conica in mattoni, affiancata da quattro piccole guglie in marmo.
Sulla parete sinistra della chiesa, in prossimità del campanile, è possibile vedere la forma rettangolare di una delle finestre del XVIII secolo, attualmente murata. Sempre lungo il fianco sinistro della chiesa, si apre l'ingresso laterale, che immette in un piccolo locale di passaggio in cui si vede ancora la lunetta originaria sopra la porta che dà sull'interno della chiesa. In questo locale vi sono le due lapidi che commemorano i restauri del 1934 e la donazione delle campane da parte di Alessandro Rossi. Alla sinistra della chiesa, vi è il belvedere don Elio Benvenuti, con una edicola marmorea con un mosaico della Croce inscritto fra due colonne doriche sorreggenti un piccolo timpano, la statua della Madonna di Lourdes e una Via Crucis scolpita, opera dell'artista locale Federigo Feci (2009).
Sull'esterno della parete fondale dell'abside campeggia una grande monofora murata.

### Interno

#### Navata e cappella laterale
L'interno della Pieve della Santissima Annunziata è opera principalmente dei restauri del 1872 e del 1934.

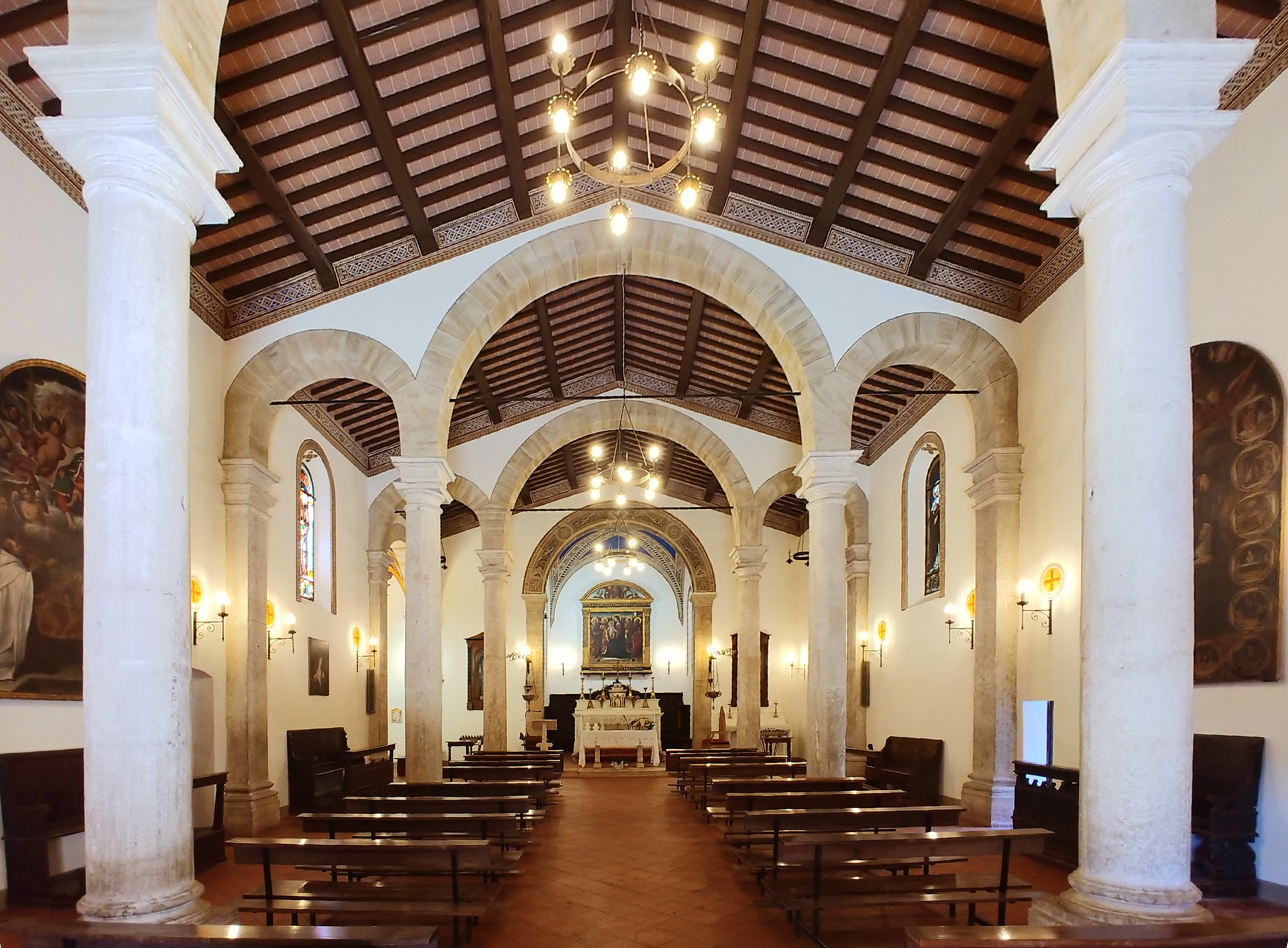
Interno

L'ampia navata, coperta con un soffitto a travi a vista, è divisa in quattro campate da tre serie di tre archi, sorretti da colonne tuscaniche in travertino. Nella parte superiore delle pareti, in prossimità del soffitto, vi è una decorazione pittorica a motivi geometrici policromi; il resto delle pareti, invece, è rivestito di intonaco bianco.
Lungo le pareti laterali della navata, si trovano vari quadri di epoche ed autori differenti. Nella prima campata vi sono i quadri: Madonna col Bambino e san Gaetano (a sinistra), dipinto da Francesco Nasini nella prima metà del XVII secolo, e Madonna col Bambino fra i santi Giovanni Evangelista, Pietro Apostolo e Lucia martire (a destra), della scuola del Nasini, proveniente dalla ex chiesa di Santa Lucia; tra la prima e la seconda campata, sulla destra, entro una teca vi è un Crocifisso ligneo di Francesco da Sangallo (XVI secolo); nella seconda campata vi sono due grandi dipinti, raffiguranti: La Madonna del Carmine che dà lo scapolare a san Simone Stock (a sinistra), dipinto nel 1535 alla maniera di Arcangelo Salimbeni, e Madonna del Rosario fra i santi Caterina da Siena, Domenico, Monica e Agostino (a destra), opera di Biagio Burbarini, eseguita nel 1785; sulla parete sinistra della terza campata, al di sotto della monofora, vi è quarta campata vi è un dipinto raffigurante la Maddalena, del XVII secolo, mentre quello dell''Annunciazione, del XVIII secolo e già pala dell'altare maggiore, si trova sulla parete di destra della quarta campata. Lungo le pareti vi era una Via Crucis dipinta su fondo oro, opera di Attilio Caroti che la realizzò tra il luglio 1970 e la quaresima 1971.
Nella prima campata, sulla sinistra, vi è il fonte battesimale opera di Piero Sbarluzzi, installato nel 2017 in sostituzione di quello precedente a nicchia, situato nella medesima campata; esso ha una base in travertino e una vasca in terracotta smaltata decorata a bassorilievo con l'Annunciazione e la Natività di Gesù (sul lato sinistro), il Battesimo di Cristo (sulla faccia anteriore) e la Crocifissione e la Resurrezione di Gesù (sul lato destro). Nella terza campata, al disopra dei due confessionali in legno barocchi, vi sono due vetrate policrome, entrambe donate dalla famiglia Mannucci Benincasa e raffiguranti San Francesco d'Assisi (vetrata di sinistra) e Santa Caterina da Siena (vetrata di destra). Ai due lati dell'abside, vi sono due nicchie con cornice in legno, contenenti rispettivamente le statue della Madonna del Rosario (a sinistra) e del Sacro Cuore di Gesù (a destra); al di sotto di quest'ultima vi è un altare in legno dipinto frutto dei restauri del secondo quarto del XX secolo, in stile con il coevo altare maggiore e anch'esso con mensa poggiante su colonnine. Sulla quarta campata della navata si apre la cappella laterale, coperta con volta a crociera dipinta; sull'altare (già presso la statua della Madonna del Rosario), entro una cornice vi è un Crocifisso dipinto, risalente agli inizi del XIV secolo, attribuito a Ugolino di Nerio o al Maestro di Monte Oliveto.

#### Abside e presbiterio

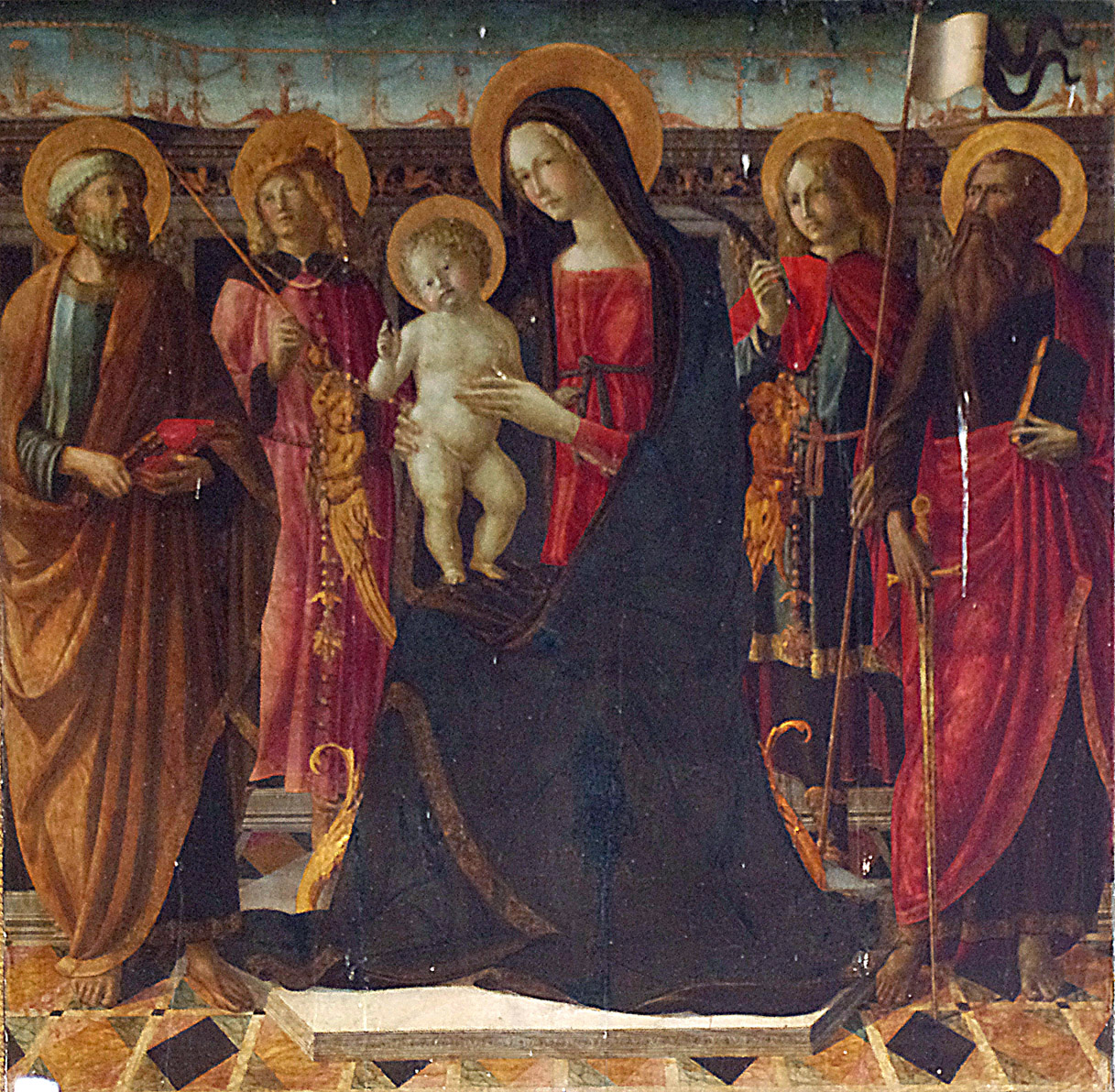
Neroccio di Bartolomeo de' Landi, Madonna col Bambino tra i Santi Paolo, Giacomo, Pietro e Luigi re (1496).

Sulla parete fondale della navata, un'ampia arcata a tutto sesto dà sull'abside quadrangolare, in cui si aprono due monofore con vetrate policrome raffiguranti San Giuseppe (a destra) e Santa Teresa d'Avila (a sinistra), donate dalla famiglia Croci.
Il presbiterio è rialzato di un gradino dal resto della chiesa e ospita, al disotto dell'arco absidale, l'altare frutto dei restauri del XX secolo, in muratura dipinta a finto marmo, la cui mensa è sorretta da colonnine ottagonali. Sopra di essa, il tabernacolo marmoreo settecentesco. In posizione avanzata, vi è anche l'altare maggiore in travertino, installato nel 2001 e in origine mobile, la cui mensa poggiante su due pilastri decorati con conchiglie scolpite. L'ambone è posto sulla sinistra ed è anch'esso in travertino, mentre la sede si trova sul lato opposto.
Nell'abside trovano un harmonium di fattura tedesca (Gercken nº 5725), e lungo le pareti il coro con intagli lignei, precedente alla risistemazione novecentesca; il seggio centrale, l'unico dotato di braccioli, è sormontato da una scultura barocca in legno, con al centro un puttino musicante, probabilmente coronamento dell'antico organo a canne della chiesa, non più in loco.
Sulla parete di fondo dell'abside, posta a coprire una finestra murata, vi è l'opera d'arte più importante della chiesa: la grande pala, già in controfacciata, di Neroccio di Bartolomeo de' Landi raffigurante Madonna in trono col Bambino fra i Santi Pietro Apostolo, Luigi Re, Giacomo Apostolo e Paolo Apostolo (1496). Il dipinto è incorniciato fra due lesene dorate ed è sormontato da una lunetta raffigurante il Padre eterno; aveva anche una predella dipinta, trasferita nel Museo Diocesano di Pienza dopo che si è scoperta la sua estraneità alla pala montisana.

## Galleria d'immagini

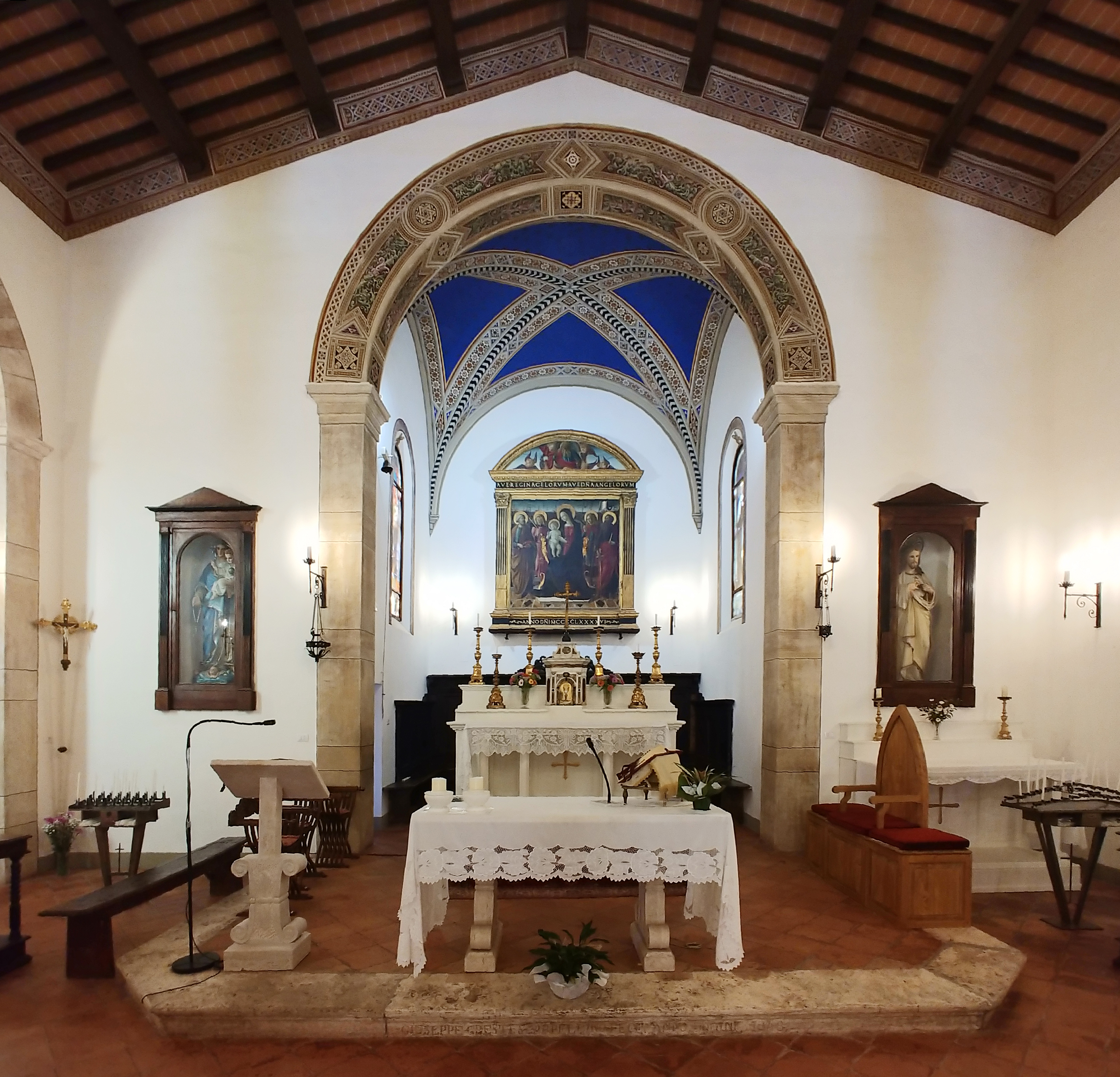
Presbiterio
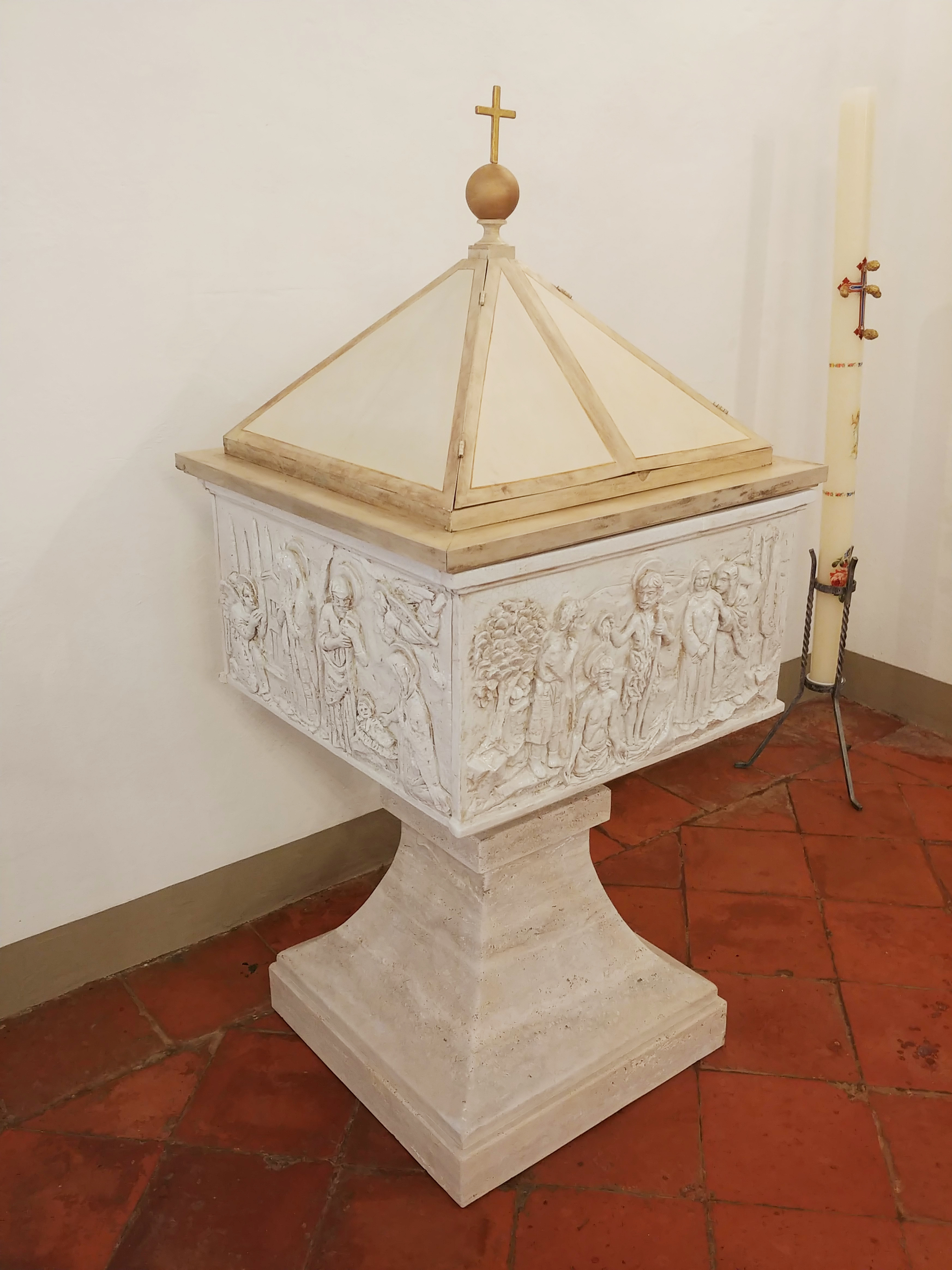
Piero Sbarluzzi, fonte battesimale (2017)
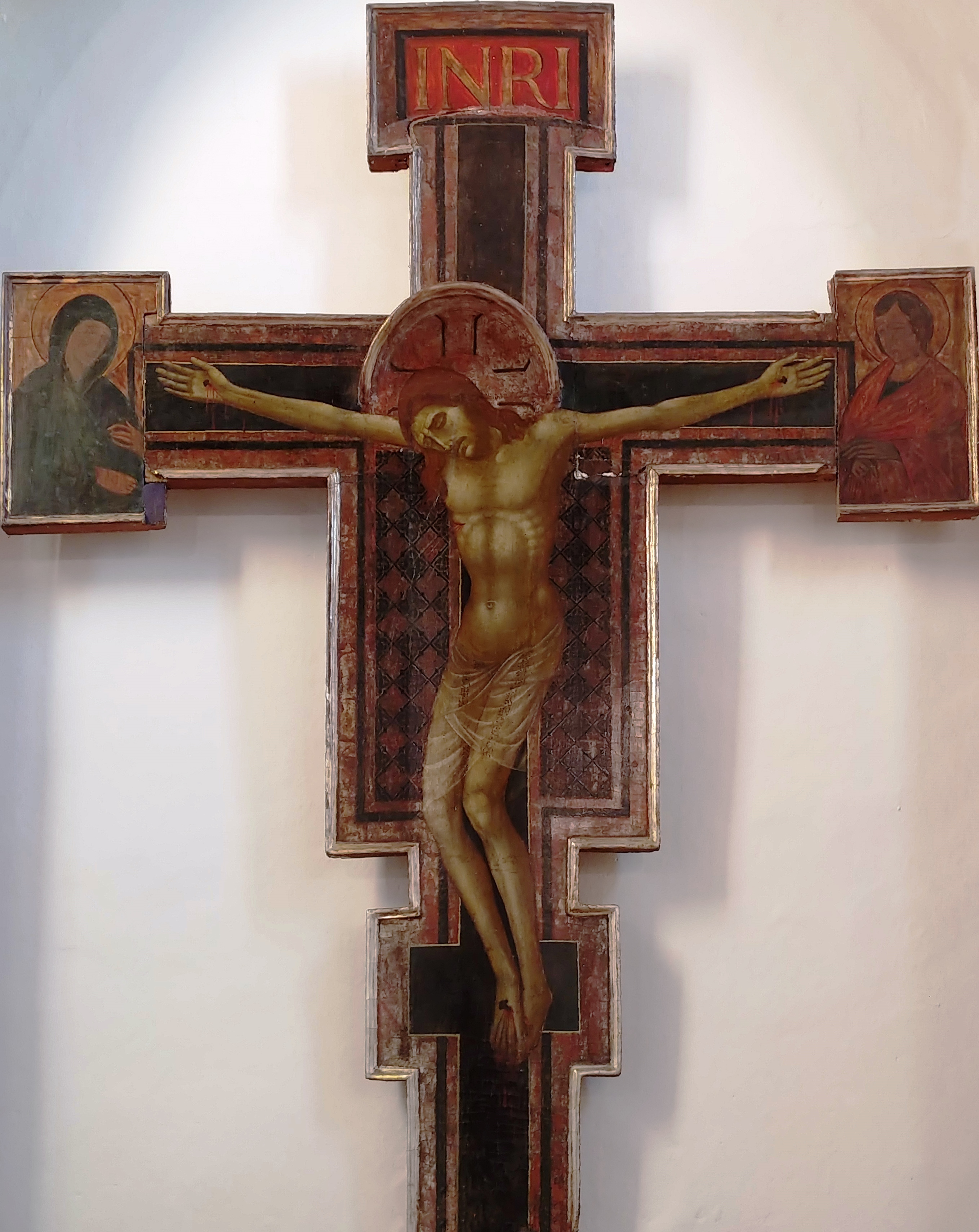
Ugolino di Nerio o Maestro di Monte Oliveto, Crocifisso (XIV secolo)
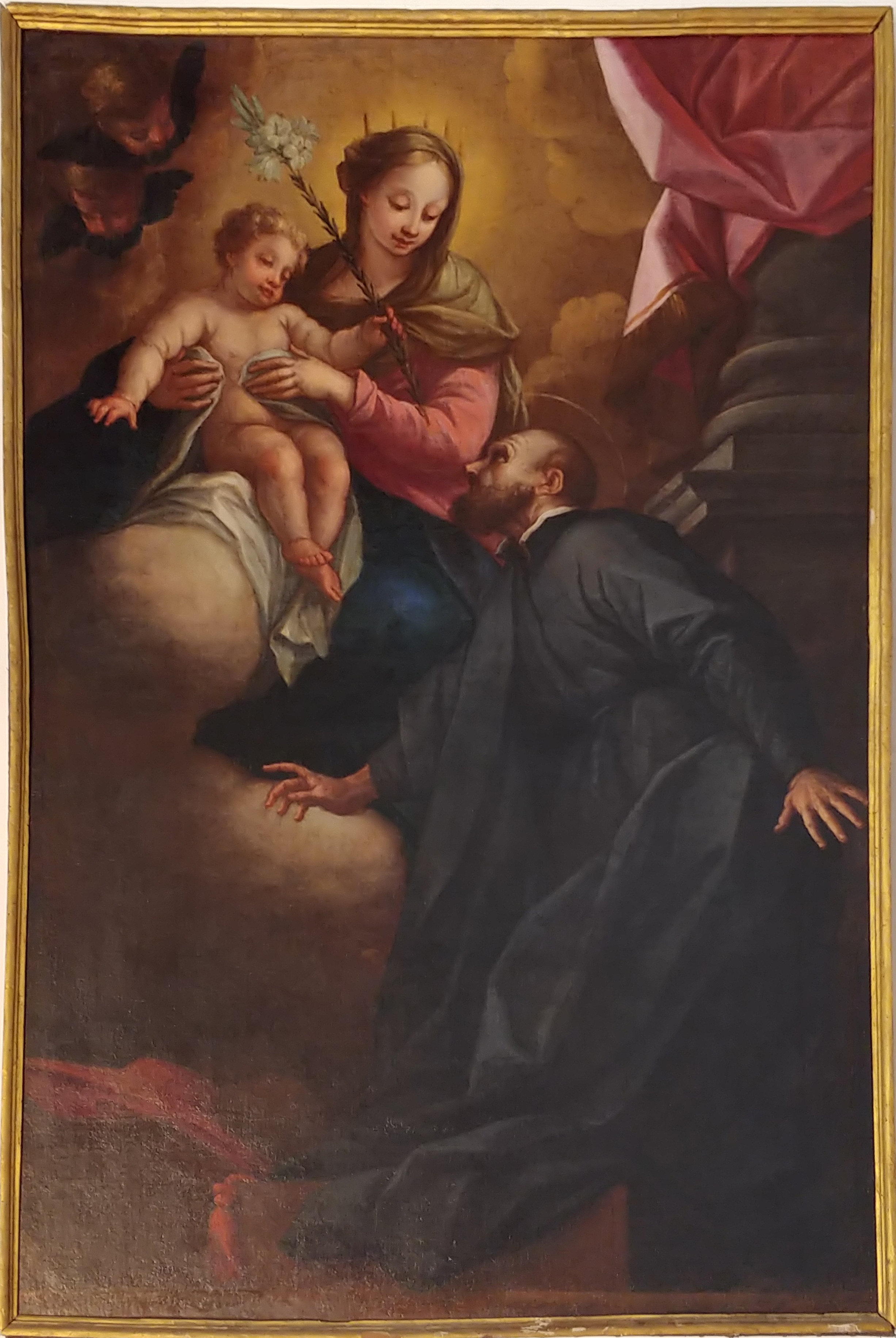
Francesco Nasini, Madonna col Bambino e san Gaetano (prima metà del XVII secolo)
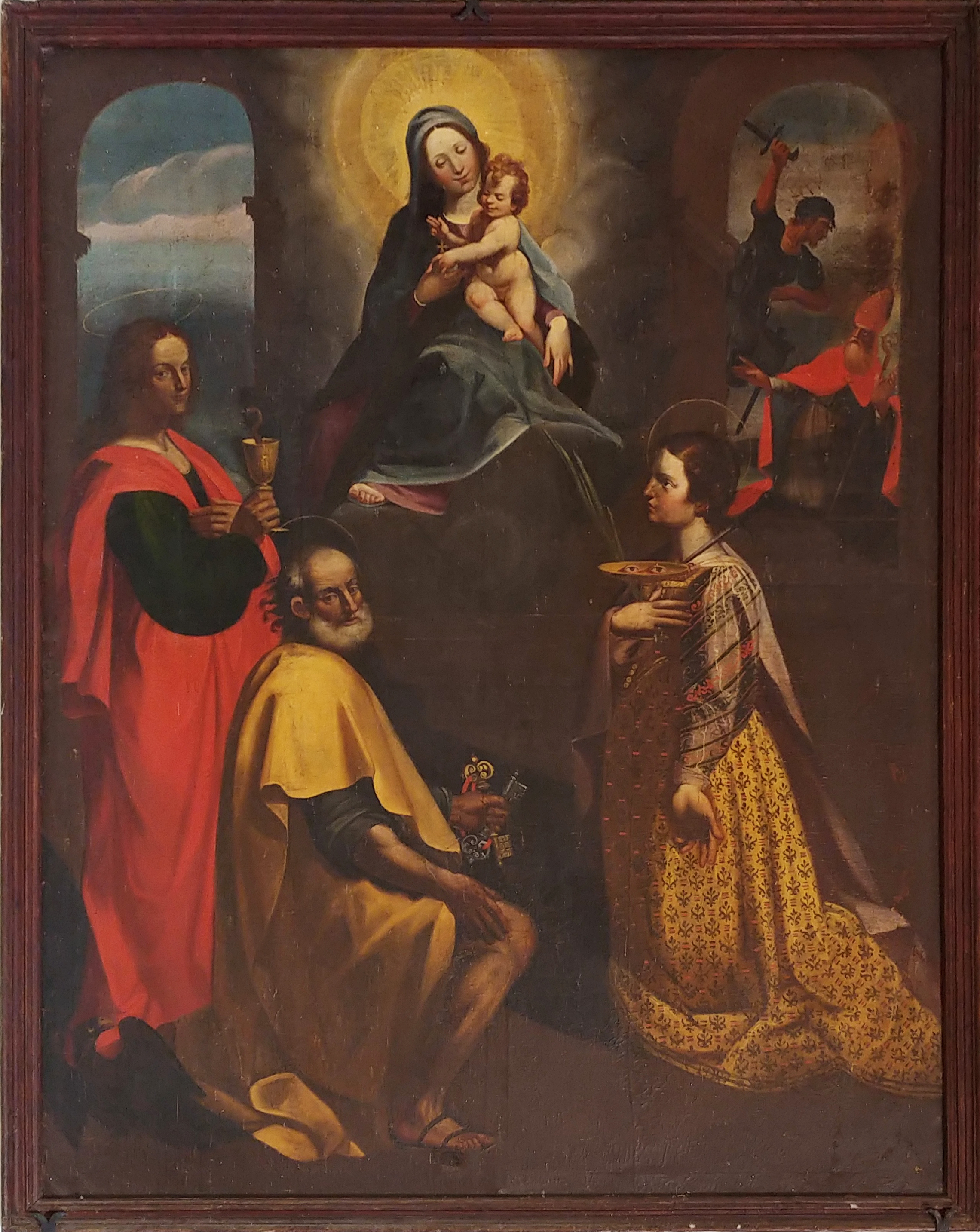
Scuola di Francesco Nasini, Madonna col Bambino e santi (XVII secolo)
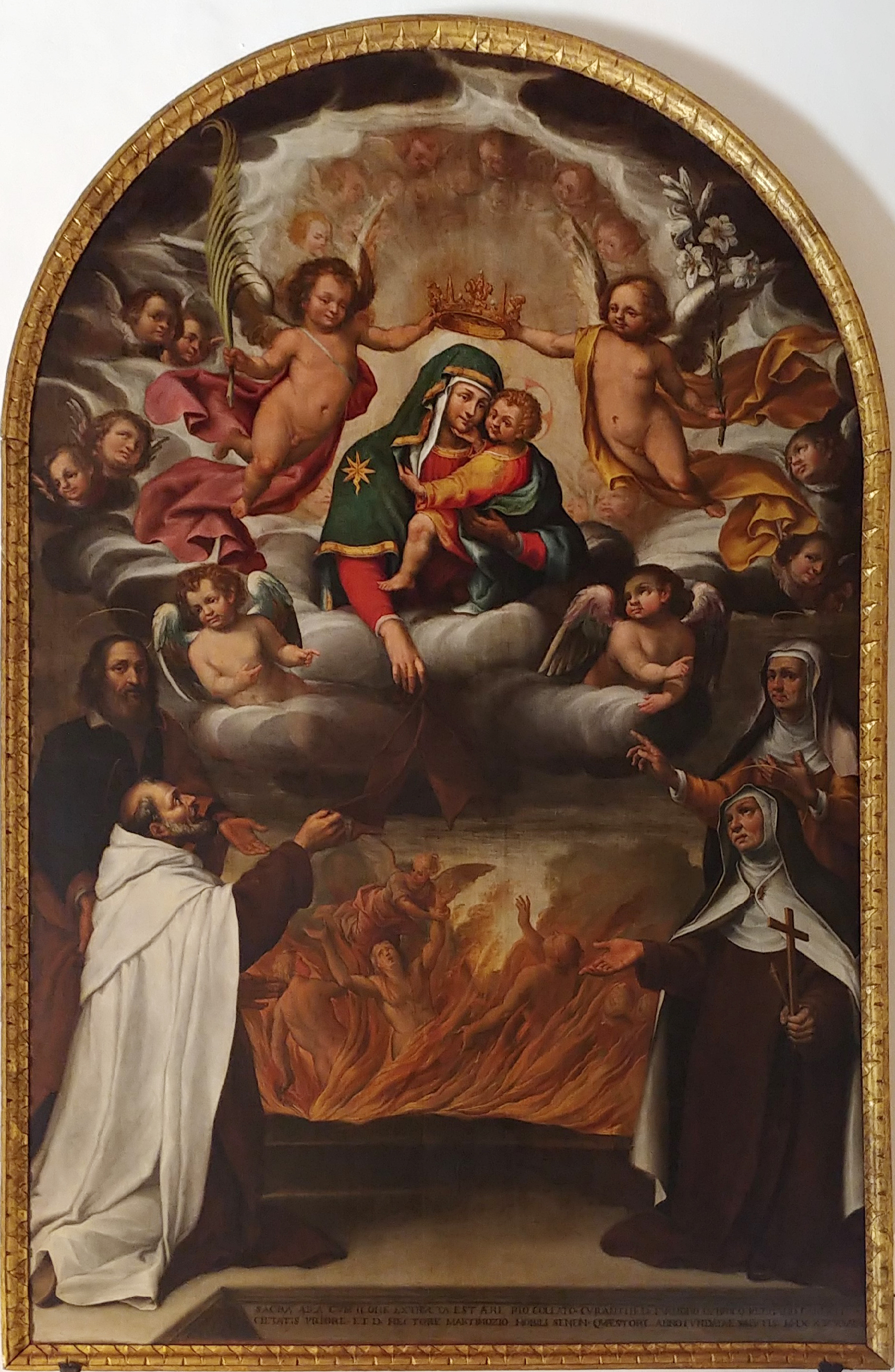
Maniera di Arcangelo Salimbeni, Madonna del Carmine consegna lo scapolare a san Simone Stock (1535)
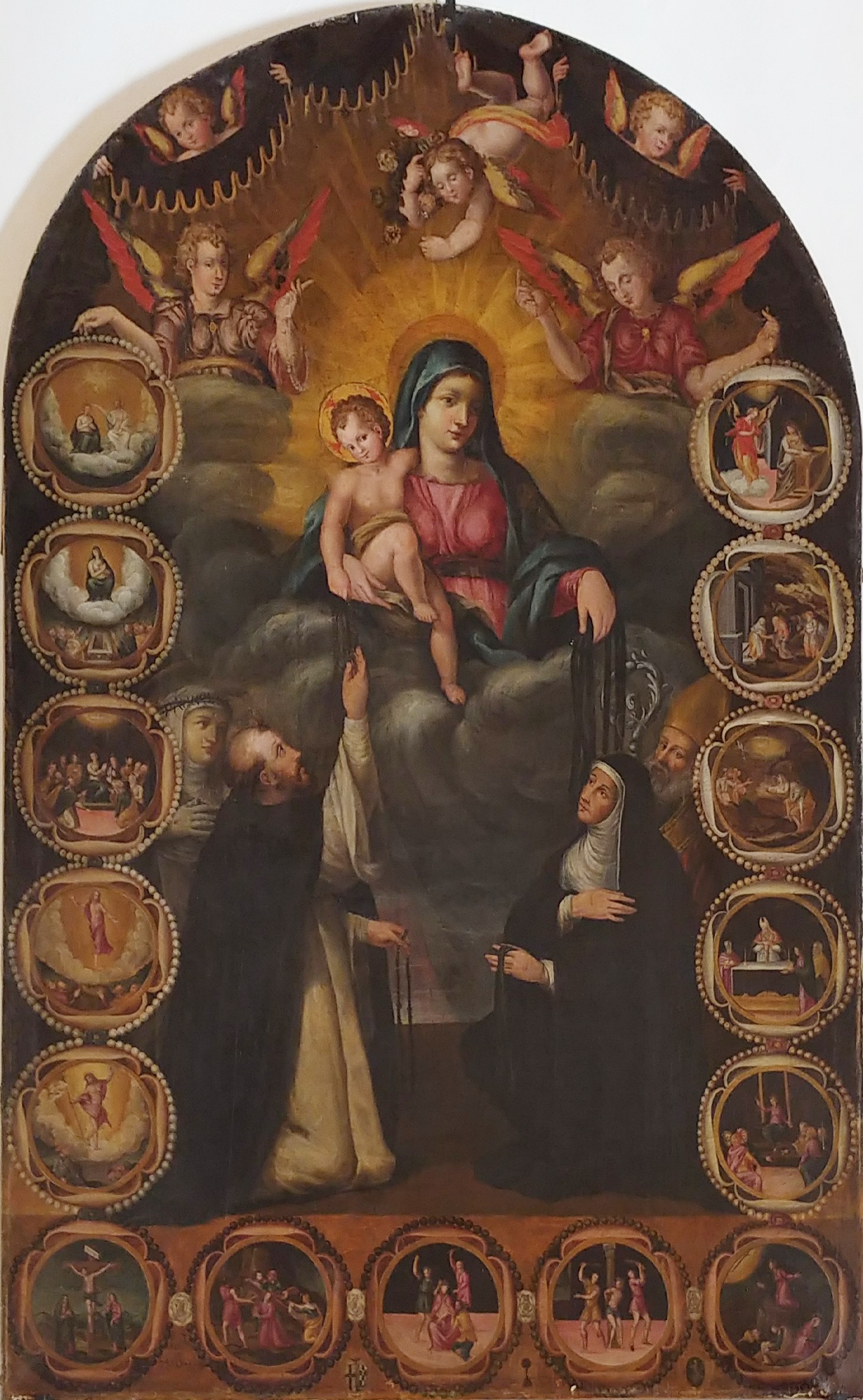
Biagio Burbarini, Madonna del Rosario e santi (1785)
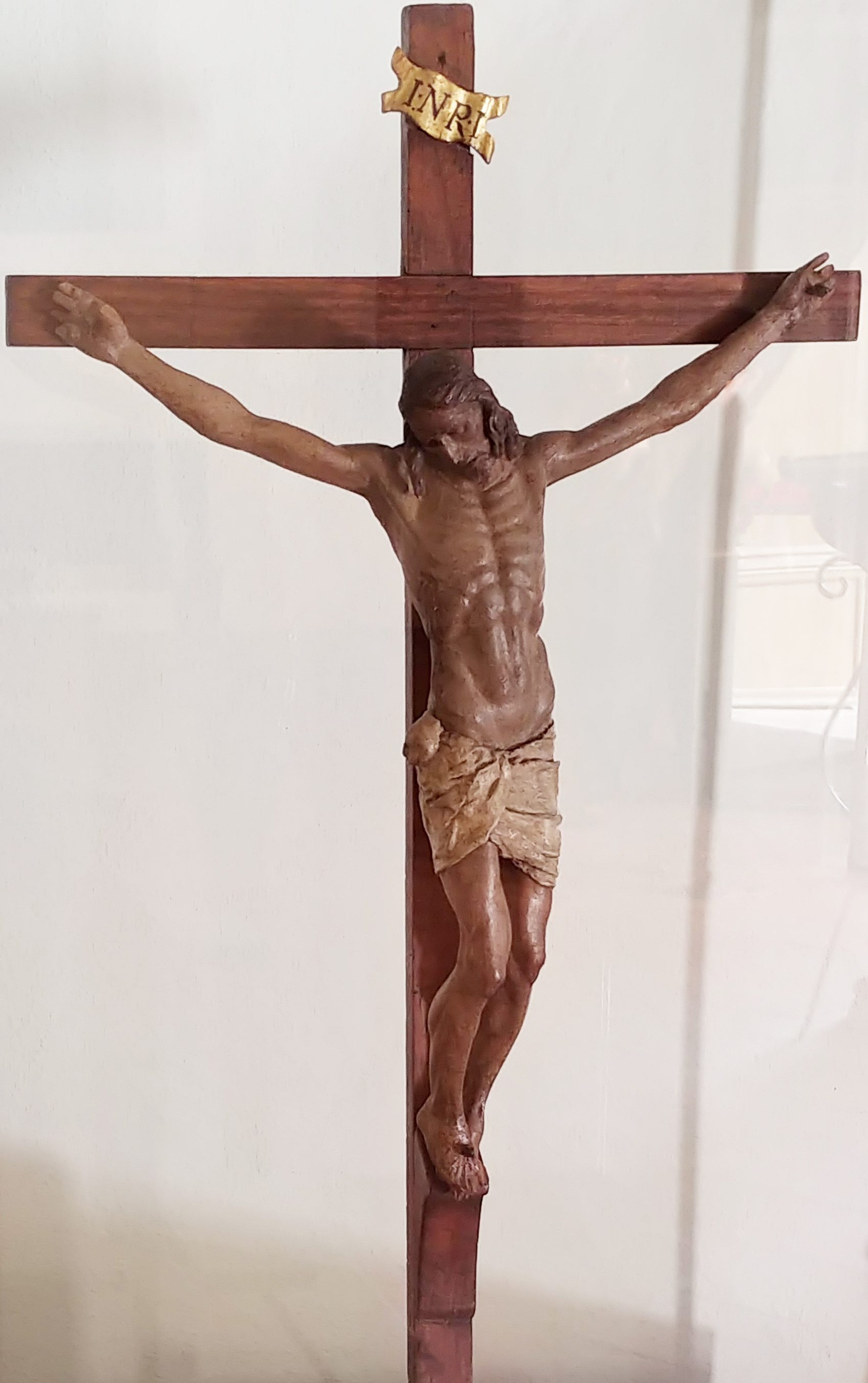
Francesco da Sangallo, Crocifisso (XVI secolo)